# A. Henry Thomas
Albert Henry "Harry" Thomas (Kings Norton, Inglaterra, 1 de julio de 1888-Nueva York, EUA, 13 de enero de 1963) fue un boxeador británico. Obtuvo una medalla de oro durante los Juegos Olímpicos de Londres 1908 en la categoría de peso gallo frente a John Condon. Antes de arribar a la pelea decisiva, apenas realizó un combate y no disputó la semifinal ante la ausencia de contendiente. A nivel profesional tuvo una marca de veintiún victorias, trece derrotas y dos empates. En 1916 se mudó a los Estados Unidos y adoptó la ciudadanía. Como consecuencia de la Primera Guerra Mundial, en la que también participaron sus seis hermanos, ingresó a la Armada de los Estados Unidos.